# FK Gostivar
O FK Gostivar é um clube de futebol macedônio com sede em Gostivar. A equipe compete no Campeonato Macedônio de Futebol, na segunda divisão.

## História
O clube foi fundado em 1998.